# اليوم الدولي لحفظة السلام
تحتفل الأمم المتحدة باليوم الدولي لحفظة السلام في 29 أيار / مايو من كل عام وفق قرار الجمعية العامة الصادر في 24 شباط / فبراير 2003. تم اختيار هذا اليوم الذي يصادف ذكرى بداية تأسيس أول بعثة لحفظ السلام بتاريخ الأمم المتحدة وذلك في العام 1948 وهي هيئة الأمم المتحدة لمراقبة الهدنة في فلسطين. تكرّم الأمم المتحدة كل سنة في هذا اليوم أكثر من 3800 شخص من أفراد الجيش والشرطة والموظفين المدنيين الذين قضوا نحبهم في خدمة قضايا السلام حيث يترأس الأمين العام هذه المراسم.